# Giovanni Auletta Armenise
Giovanni Auletta Armenise (Bari, 1º novembre 1931 – Roma, 25 ottobre 2013) è stato un banchiere e dirigente d'azienda italiano.

## Biografia
Nipote del conte Giovanni Armenise (podestà di Genzano), ereditò a soli ventun anni le fortune accumulate dallo zio durante il fascismo: giornali, fondi agricoli, aziende chimiche e la Banca Nazionale dell'Agricoltura.
Trasferitosi a Roma, si laurea in economia e commercio e inizia a impegnarsi nella gestione delle proprie aziende, per prima la farmaceutica Leo Penicillina nel 1959.
Nel 1971 cede la Leo Penicillina e si dedica totalmente alla BNA, in quel periodo la più grande banca privata italiana. Nel 1971 diventa vicepresidente della banca, presidente nel 1977, mantenendo la carica fino al 1995 quando la cede al Banco di Roma. L'anno seguente, nel 1996 costituisce la Fondazione Giovanni Armenise con sede presso la Harvard Medical School, destinata a fare ricerca di base e sulle biotecnologie sia negli Stati Uniti che in Italia.